# Nuneaton Borough AFC
Nuneaton Borough AFC var en fotbollsklubb från Nuneaton, Warwickshire i England. Den bildades 1889 och hemmamatcherna spelades på Liberty Way i Nuneaton. Klubbens smeknamn var The Boro.
Klubben bildades 1889 under namnet Nuneaton St. Nicholas. Fem år senare bytte man namn till Nuneaton Town och spelade under det namnet till den 13 maj 1937. Klubben lades då ned för att klubbdirektören sålt deras plan Manor Park, till Nuneaton Corporation. Två dagar senare grundades Nuneaton Borough FC, 1991 ändrades namnet till Nuneaton Borough AFC. Efter säsongen 2007-08 gick klubben i konkurs. En ny klubb med namnet Nuneaton Town FC bildades 2008. 

## Meriter
- Southern Football League Premier Division: 1999
- Southern Football League Division One Midlands: 1982, 1993, 1996
- Southern Football League Cup: 1995-96
- Birmingham Senior Cup: 1931, 1949, 1956, 1960, 1978, 1980, 1993, 2002